# Sayyid Ahmad Barelwi
Sayyid Aḥmad Barelwī, in der englischen Schreibung Syed Ahmad Barelvi (auch in Namensform Sayyid Ahmad Shahid; geb. 1786 in Rāe Bareli, Uttar Pradesh, Indien; gest. 1831 in Balakot, das heutzutage im Distrikt Mansehra in der Provinz Khyber Pakhtunkhwa in Pakistan liegt), war ein von den Wahhabiten beeinflusster islamischer Reformer und Führer der revolutionären Bewegung der Muslime von Nordindien im 1. Drittel des 19. Jahrhunderts, der Bewegung Tariqa-yi Muhammadiya („Muhammadanischer Pfad“). Er war Anführer von Kämpfen gegen die Briten und die Sikhs.

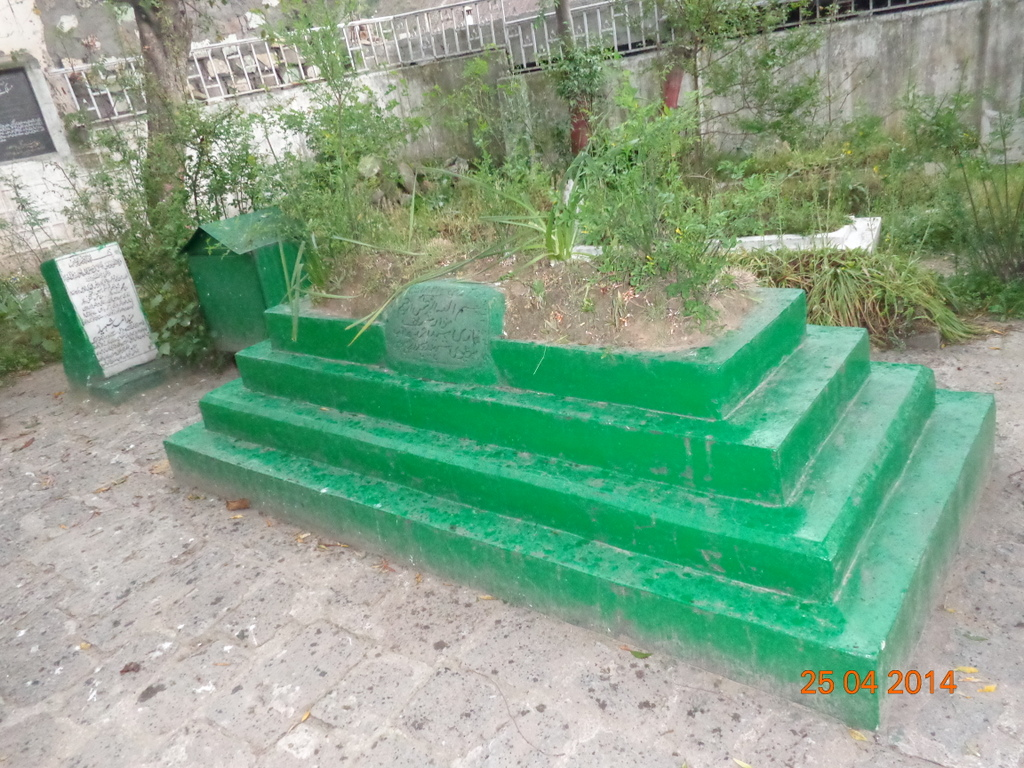
Grab von Sayyid Ahmad Barelwi

Sein Ziel war es, den Islam vom schirk der insbesondere in Indien verbreiteten Heiligenverehrung und abergläubischen Bräuche zu reinigen und die Hindus zu bekehren.
Er führte seine Anhänger am 21. Dezember 1826 in den Dschihad gegen die Sikhs im nördlichen Indien und wurde im Kampf gegen diese im Jahr 1831 getötet. Die „durch ihn erregte innerislamische religiöse Bewegung [wirkt] auch nach seinem Tod im indischen Islam fort“ (I. Goldziher).
Er und sein Schüler Shah Ismail Shahid – die von ihren Gegnern als „Wahhabiten“ qualifiziert wurden – waren aus dem Naqschbandi-Orden hervorgegangen, die von ihnen eingeführten Reformen standen unter dem Einfluss des Jemeniten asch-Schaukānī (gest. 1834).
Sayyid Aḥmad Barelwī unternahm die Wallfahrt nach Mekka, wo er mit den Lehren von Muhammad ibn Abd al Wahhab und des Salafismus vertraut wurde. Im Gegensatz zu den saudischen Wahhabiten lehnte Barelwī den Sufismus und den Glaube an die Fürsprache der Heiligen nicht ab.